# Erebia gesion
Erebia gesion är en fjärilsart som beskrevs av Butler 1868. Erebia gesion ingår i släktet Erebia och familjen praktfjärilar. Inga underarter finns listade i Catalogue of Life.